# 云南三江并流保护区
云南三江并流保护区位于中華人民共和國雲南省，是一处世界遺產。三江并流指发源于青藏高原的怒江（薩爾溫江上游）、澜沧江（湄公河上游）和金沙江（长江上游）这三条大江在中国云南省西北部迪庆藏族自治州及怒江傈僳族自治州境内穿过横断山脉高大的云岭、怒山、高黎贡山中幽深的峡谷，并行奔流数百公里而不交汇的自然奇观。其间澜沧江与金沙江最短直线距离为66千米，而澜沧江与怒江的最短直线距离不到19公里。该区域总面积1.7万平方公里，分八个独立的片区组成，核心区总面积0.94万平方公里，缓冲区总面积0.76万平方公里，是中国境内面积最大的世界遗产地之一。

## 概要
三江并流自然景观由怒江、澜沧江、金沙江及其流域内的山脉组成，涵盖范围达170万公顷，它包括位于中国云南省丽江市、迪庆藏族自治州、怒江傈僳族自治州的9个自然保护区和10个风景名胜区。它地处东亚、南亚和青藏高原三大地理区域的交汇处，是世界上罕见的高山地貌及其演化的代表地区，也是世界上生物物种最丰富的地区之一。
三江并流地区是世界上蕴藏最丰富的地质地貌博物馆。4000万年前，印度板块与欧亚大陆板块大碰撞，引发了横断山脉的急剧挤压、隆升、切割，高山与大江交替展布，形成世界上独有的三江并行的自然奇观。
由于三江并流地区未受第四纪冰期大陆冰川的覆盖，加之区域内山脉为南北走向，因此这里成为欧亚大陆生物物种南来北往的主要通道和避难所，是欧亚大陆生物群落最富集的地区。三江并流地域山高谷深，气候生物垂直分带明显，下部是干热河谷，向上逐渐演变成寒冷的雪山，地域内動植物多様化极其明显。这一地区占中国国土面积不到0.4％，却拥有中国20％以上的高等植物和全国25％的动物种数。目前，这一区域内栖息着珍稀濒危动物滇金丝猴、羚羊、雪豹、孟加拉虎、黑颈鹤等77种国家级保护动物和秃杉、桫楞、红豆杉等34种国家级保护植物，是中国乃至全世界生物多样性极其丰富的地区之一。
「三江并流」还生活着纳西、傈僳、藏、白、彝、普米、怒、独龙等22个少数民族，是世界罕见的多民族、多语言、多文字、多种宗教信仰、多种生产生活方式和多种风俗习惯并存的汇聚区，是中国乃至世界民族文化多样性最为富集、历史文化积淀极为深厚的地区之一。

## 登录过程
三江并流于2003年7月2日在法国巴黎召开的联合国第27届世界遗产年会上被列入世界自然遗产。然而2004年世界遗产委员会就对该处发出了黄牌警告。“三江并流”受到评估的原因是，2002年“三江并流”申报世界遗产时，并未提及要在怒江上修建大型水坝，但是申报世界遗产成功后当地政府准备在怒江上建13座大型水电站的计划被披露，其中的丙中洛水坝位于保护区内，另外12座非常接近保护区，将直接对遗产区产生影响。怒江被誉为中国“最后一条自由流淌的伟大河流”。在中国国务院领导亲自过问下，这一电力开发计划已经冻结。（参看怒江反坝运动）
自2003年被列入《世界遗产名录》至2006年，三江并流连续在3届世界遗产委员会会议上被列为重点监测保护项目。2007年6月26日在新西兰南岛的基督城举行的第31届世界遗产大会通过了对该处遗产保护工作整改的审议。

## 登录标准
满足世界自然遗产全部四条评定标准：
- 构成代表地球演化史中重要阶段的突出例证；
- 构成代表进行中的重要地质过程、生物演化过程以及人类与自然环境相互关系的突出例证；
- 独特、稀有或绝妙的自然现象、地貌或具有罕见自然美的地带；
- 尚存的珍稀或濒危物种的栖息地。

## 包括地域

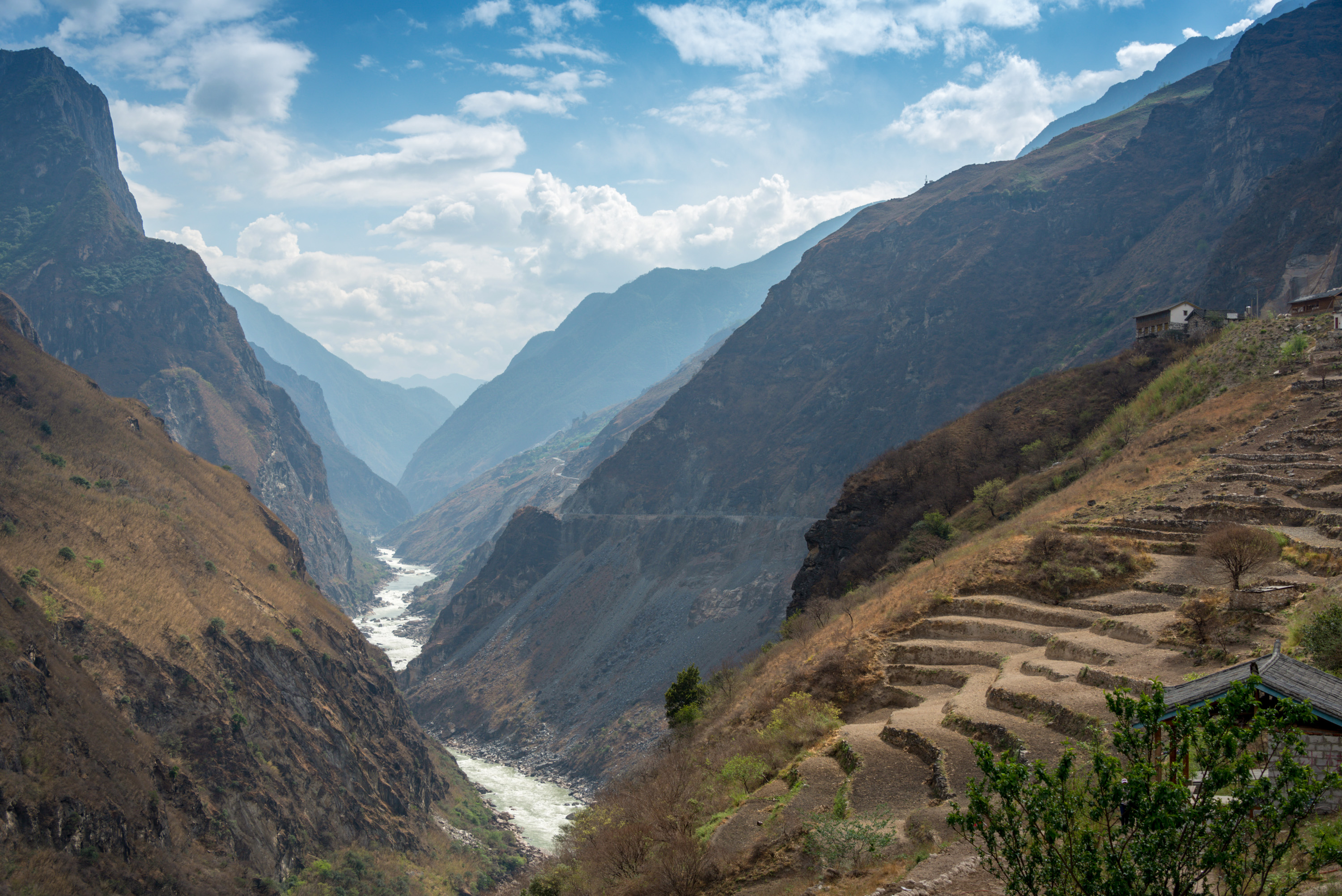
金沙江

金沙江、澜沧江和怒江这三条发源于青藏高原的大江在云南省境内自北向南并行奔流170多公里， 穿越担当力卡山、高黎贡山、怒山和云岭等崇山峻岭之间。
- 高黎貢山
- 白馬雪山／梅里雪山
- 哈巴雪山
- 千湖山
- 紅山雪山
- 雲嶺
- 老君山
- 老窩山

### 峽谷
- 怒江大峽谷[1]

## 關連項目
- 中國世界遺產
- 世界遗产列表 (亚洲和大洋洲)
- 中国少数民族

1. ↑  . www.gov.cn （中文（简体））.